# ریش-روت‌کروتز
ریش-روت‌کروتز یکی از شهرهای کانتون زوگ در سوئیس است.